# 758

## Nașteri
- dată necunoscută: Nichifor I al Constantinopolului patriarh al Constantinopolului (d. 828)

## Decese
- dată necunoscută: Alboin de Spoleto  (n. ?)